# Крюгер, Джастин
Джа́стин Мэ́ттью Крю́гер (англ. Justin Matthew Krueger; род. 6 октября 1986, Дюссельдорф, ФРГ) — немецкий хоккеист, имеющий канадское гражданство, защитник. Игрок хоккейного клуба «Лозанна».

## Карьера
Джастин Крюгер — сын немецкого хоккеиста Ральфа Крюгера. Начинал играть в хоккей в Дуйсбурге. В 2003 году перешёл в молодёжную команду швейцарского клуба «Давос», в котором играл до 2005 года. Затем перешёл в клуб одной из лиг Британской Колумбии (Канада) — Penticton Vees. Там он провел один сезон 2005/06 и стал сильно регрессировать. В течение почти трёх с половиной лет, с 2006 по 2010 год играл за команду Корнеллского университета в одной из студенческих лиг, учился на факультете менеджмента. В 2008 и 2009 годах становился лучшим защитником ECAC-лиги, а в 2010 году со своей командой выиграл чемпионат. После окончания университета в 2010 году уехал в Швейцарию играть за клуб «Берн». На драфте НХЛ 2006 года был выбран клубом «Каролина Харрикейнз», в 2011 году подписал контракт, однако за основную команду так и не сыграл и был отправлен в фарм-клуб «Шарлотт Чекерс». Там он провёл два сезона, входил в число самых надёжных защитников Американской хоккейной лиги. Не дождавшись приглашения в основную команду, в мае 2013 года вернулся в «Берн», подписав двухлетний контракт.
В составе сборной Германии участник четырёх чемпионатов мира 2010—2013 годов. В составе молодёжной сборной Германии участник чемпионатов мира 2004 и 2006 годов.